# IV liga polska w piłce nożnej (1999/2000)
IV liga polska w piłce nożnej w sezonie 1999/2000 podzielona była na 16 grup (makroregionalnych).
W rozgrywkach prawo startu miało 289 drużyn (215 z poprzedniego sezonu, 18 spadkowiczów, 57 beniaminków i Okocimski Brzesko), sklasyfikowano 286 zespołów (sześć zespołów wycofało się przed sezonem (jeden wskutek fuzji) – na miejsce dwóch z nich awansowano dodatkowo dwóch beniaminków, zamiast trzech z nich - najwyżej sklasyfikowanych spadkowiczów; dwa zespoły wycofały się w trakcie sezonu). Zwycięzcy grup awansowali bezpośrednio do III ligi.
Wystartowało 16 grup w 8 makroregionach. Jedna grupa miała na starcie 15 drużyn, jedna grupa – 16 drużyn, jedenaście grup po 18 drużyn, jedna grupa – 19 drużyn, a dwie w makroregionie dolnośląskim 20.
| Makroregion         | Ilość grup | Podział na grupy (49 OZPN)                                             | Podział na grupy (49 OZPN)                                              |
| ------------------- | ---------- | ---------------------------------------------------------------------- | ----------------------------------------------------------------------- |
| Pomorski            | 2          | Gdańsk-Słupsk                                                          | Bydgoszcz-Toruń-Elbląg                                                  |
| Kielecko-Lubelski   | 2          | Kielce-Tarnobrzeg-Zamość-Chełm                                         | Radom-Lublin-Biała Podlaska-Siedlce                                     |
| Centralny           | 2          | Łódź-Piotrków-Kalisz-Sieradz                                           | Włocławek-Płock-Konin-Skierniewice                                      |
| Śląski              | 2          | Katowice-Bielsko                                                       | Częstochowa-Opole-Katowice                                              |
| Warszawsko-Mazurski | 2          | Grupa I (Białystok-Ciechanów-Łomża-Ostrołęka-Olsztyn-Suwałki-Warszawa) | Grupa II (Białystok-Ciechanów-Łomża-Ostrołęka-Olsztyn-Suwałki-Warszawa) |
| Małopolski          | 2          | Kraków-Nowy Sącz-Tarnów                                                | Rzeszów-Krosno-Przemyśl                                                 |
| Dolnośląski         | 2          | Wrocław-Jelenia Góra-Wałbrzych                                         | Legnica-Leszno-Zielona Góra                                             |
| Północno-zachodni   | 2          | Szczecin-Koszalin                                                      | Poznań-Gorzów-Piła                                                      |
| Razem               | 16         |                                                                        |                                                                         |

| Poziomy rozgrywkowe w sezonie 1999/2000                | Poziomy rozgrywkowe w sezonie 1999/2000 | Poziomy rozgrywkowe w sezonie 1999/2000 |
| Rozgrywki                                              | P                                       | Nazwa                                   |
| ------------------------------------------------------ | --------------------------------------- | --------------------------------------- |
| Centralne                                              | I                                       | I Liga                                  |
| Centralne                                              | II                                      | II Liga (2 grupy)                       |
| Makroregionalne                                        | III                                     | III Liga (4 grupy)                      |
| Makroregionalne                                        | IV                                      | IV Liga (16 grup)                       |
| Okręgowe (49 okręgów)*                                 | V                                       | Klasa Okręgowa                          |
| Okręgowe (49 okręgów)*                                 | VI                                      | Klasa A                                 |
| Okręgowe (49 okręgów)*                                 | VII                                     | Klasa B                                 |
| Okręgowe (49 okręgów)*                                 | VIII                                    | Klasa C                                 |
| Okręgowe (49 okręgów)*                                 | IX                                      |                                         |
| (*) Różna ilość klas oraz grup w zależności od okręgu. |                                         |                                         |
| System ligowy piłki nożnej w Polsce                    |                                         |                                         |

## Nowe zespoły
- 18 spadkowiczów z III ligi
- 57 beniaminków:
  - 52 mistrzów klas okręgowych
  - 5 wicemistrzów klas okręgowych (Poznań, Koszalin, Gdańsk, Słupsk, Warszawa)
- Okocimski Brzesko z II ligi (wycofał się po sezonie 1997/98)

## Makroregion Pomorski
Grupa Bydgoszcz-Elbląg-Toruń
| Poz. | Klub                       | M  | Pkt. | Bramki | Uwagi                      |
| ---- | -------------------------- | -- | ---- | ------ | -------------------------- |
| 1    | Unia Janikowo              | 30 | 65   | 74-21  |                            |
| 2    | Zawisza Bydgoszcz          | 30 | 62   | 65-20  | IV liga kujawsko-pomorska  |
| 3    | Chojniczanka Chojnice      | 30 | 60   | 64-37  | IV liga pomorska           |
| 4    | Polonia Elbląg             | 30 | 59   | 67-50  | IV liga warmińsko-mazurska |
| 5    | Błękitni Orneta            | 30 | 59   | 71-39  | IV liga warmińsko-mazurska |
| 6    | Pomorzanin Toruń           | 30 | 57   | 76-50  | IV liga kujawsko-pomorska  |
| 7    | Szubinianka Szubin         | 30 | 49   | 38-32  | IV liga kujawsko-pomorska  |
| 8    | Pomowiec Kijewo Królewskie | 30 | 40   | 56-50  | IV liga kujawsko-pomorska  |
| 9    | Wda Świecie                | 30 | 39   | 44-42  | IV liga kujawsko-pomorska  |
| 10   | Legia Chełmża              | 30 | 33   | 45-63  | IV liga kujawsko-pomorska  |
| 11   | Promień Kowalewo           | 30 | 33   | 47-71  | IV liga kujawsko-pomorska  |
| 12   | Kasztelan Papowo Biskupie  | 30 | 30   | 39-69  | IV liga kujawsko-pomorska  |
| 13   | Polonia Pasłęk             | 30 | 28   | 41-64  | IV liga warmińsko-mazurska |
| 14   | Powiśle Dzierzgoń          | 30 | 20   | 22-62  | IV liga pomorska           |
| 15   | Brda Bydgoszcz             | 30 | 18   | 21-71  | IV liga kujawsko-pomorska  |
| 16   | Czarni Nakło               | 30 | 15   | 23-70  | klasa okręgowa Bydgoszcz   |

Grupa Gdańsk-Słupsk
| Poz. | Klub                       | M  | Pkt. | Bramki | Uwagi            |
| ---- | -------------------------- | -- | ---- | ------ | ---------------- |
| 1    | Gryf Wejherowo             | 28 | 67   | 45-10  |                  |
| 2    | Lechia II Gdańsk           | 28 | 58   | 35-9   | IV liga pomorska |
| 3    | Wierzyca Starogard Gdański | 28 | 55   | 26-12  | IV liga pomorska |
| 4    | Wisła Tczew                | 28 | 47   | 29-12  | IV liga pomorska |
| 5    | Orkan Rumia                | 28 | 46   | 27-16  | IV liga pomorska |
| 6    | Gedania Gdańsk             | 28 | 41   | 28-17  | IV liga pomorska |
| 7    | Polonia Gdańsk             | 28 | 39   | 21-19  | IV liga pomorska |
| 8    | Stolem Gniewino            | 28 | 37   | 32-23  | IV liga pomorska |
| 9    | Cartusia Kartuzy           | 28 | 37   | 13-17  | IV liga pomorska |
| 10   | Orzeł Choczewo             | 28 | 34   | 23-18  | IV liga pomorska |
| 11   | Jantar Ustka               | 28 | 34   | 20-22  | IV liga pomorska |
| 12   | SKP Słupsk                 | 28 | 30   | 21-20  |                  |
| 13   | Gryf 95 Słupsk             | 28 | 26   | 15-23  |                  |
| 14   | Sparta Sycewice            | 28 | 23   | 28-33  |                  |
| 15   | Wietcisa Skarszewy         | 28 | 12   | 11-27  |                  |

- źródło:
- Lechia/Polonia II Gdańsk zmieniła nazwę na Lechia II Gdańsk
- Leśnik Cewice wycofał się przed rozpoczęciem rozgrywek, w związku z finansowymi problemami

## Makroregion Kielecko-Lubelski
Grupa Lublin-Radom-Siedlce-Biała Podlaska
| Poz. | Klub                        | M  | Pkt. | Bramki | Uwagi                               |
| ---- | --------------------------- | -- | ---- | ------ | ----------------------------------- |
| 1    | Radomiak Radom              | 34 | 78   | 92-25  |                                     |
| 2    | Lewart Lubartów             | 34 | 67   | 71-31  |                                     |
| 3    | Mazowsze Grójec             | 34 | 66   | 71-37  | IV liga mazowiecka gr. południowa   |
| 4    | AZS/Podlasie Biała Podlaska | 34 | 60   | 56-36  | IV liga lubelska                    |
| 5    | Górnik II Łęczna            | 34 | 57   | 65-36  | IV liga lubelska                    |
| 6    | Pogoń Siedlce               | 34 | 57   | 71-43  | IV liga mazowiecka gr. południowa   |
| 7    | Stal Kraśnik                | 34 | 56   | 60-39  | IV liga lubelska                    |
| 8    | Szydłowianka Szydłowiec     | 34 | 53   | 56-39  | IV liga mazowiecka gr. południowa   |
| 9    | Orlęta Łuków                | 34 | 50   | 59-47  | IV liga lubelska                    |
| 10   | Wisła Puławy                | 34 | 49   | 59-45  | IV liga lubelska                    |
| 11   | Podlasie Sokołów Podlaski   | 34 | 47   | 52-63  | IV liga mazowiecka gr. południowa   |
| 12   | LKP Lublin                  | 34 | 46   | 62-62  | IV liga lubelska                    |
| 13   | Czarni/Orlęta Dęblin        | 34 | 39   | 39-57  | IV liga lubelska                    |
| 14   | Wilga Garwolin              | 34 | 39   | 49-63  | IV liga mazowiecka gr. południowa   |
| 15   | Garbarnia Kurów             | 34 | 39   | 43-71  | IV liga lubelska                    |
| 16   | Video Ciepielów             | 34 | 35   | 37-56  | IV liga mazowiecka gr. południowa   |
| 17   | Mazovia Mińsk Mazowiecki    | 34 | 15   | 22-117 | IV liga mazowiecka gr. południowa   |
| 18   | GLKS Rokitno                | 34 | 10   | 32-129 | lubelska A klasa gr. Biała Podlaska |

- źródło:  oraz prasa regionalna.
- Lewart Lubartów awansował do III ligi jako najlepsza drużyna lubelska.
- Mazovia Mińsk Mazowiecki wygrała swoje mecze barażowe i utrzymała się w IV lidze.
- GLKS Rokitno po spadku z IV ligi zrezygnował z gry w klasie okręgowej i w sezonie 2000/01 będzie grał w bialskiej klasie A.

Grupa Tarnobrzeg-Kielce-Chełm-Zamość
| Poz. | Klub                      | M  | Pkt. | Bramki | Uwagi                             |
| ---- | ------------------------- | -- | ---- | ------ | --------------------------------- |
| 1    | Pogoń Staszów             | 34 | 86   | 89-12  |                                   |
| 2    | Łada Biłgoraj             | 34 | 72   | 81-33  |                                   |
| 3    | Alit Ożarów               | 34 | 69   | 56-23  | IV liga świętokrzyska             |
| 4    | Hetman Włoszczowa         | 34 | 64   | 61-27  | IV liga świętokrzyska             |
| 5    | Naprzód Jędrzejów         | 34 | 64   | 52-24  | IV liga świętokrzyska             |
| 6    | GZKS Nowiny               | 34 | 53   | 34-25  | IV liga świętokrzyska             |
| 7    | Spartakus Daleszyce       | 34 | 47   | 49-50  | IV liga świętokrzyska             |
| 8    | Victoria Łukowa           | 34 | 45   | 45-51  | IV liga lubelska                  |
| 9    | Unia Hrubieszów           | 34 | 44   | 41-48  | IV liga lubelska                  |
| 10   | Nida Pińczów              | 34 | 43   | 39-45  | IV liga świętokrzyska             |
| 11   | Granica Lubycza Królewska | 34 | 41   | 43-33  | IV liga lubelska                  |
| 12   | Piast Chęciny             | 34 | 39   | 34-55  | IV liga świętokrzyska             |
| 13   | Granat Skarżysko-Kamienna | 34 | 38   | 35-55  | IV liga świętokrzyska             |
| 14   | Wisan Skopanie            | 34 | 37   | 36-46  | IV liga podkarpacka               |
| 15   | Czarni Połaniec           | 34 | 37   | 34-53  | IV liga świętokrzyska             |
| 16   | Wisła Sandomierz          | 34 | 31   | 36-62  | IV liga świętokrzyska             |
| 17   | Granica Dorohusk          | 34 | 25   | 28-84  | lubelska klasa okręgowa gr. Chełm |
| 18   | Sparta Rejowiec Fabryczny | 34 | 13   | 15-81  | lubelska klasa okręgowa gr. Chełm |

- źródło:  oraz prasa regionalna.
- Łada Biłgoraj wygrała swoje mecze barażowe i awansowała do III ligi.

## Makroregion Centralny
Grupa Łódź-Piotrków-Kalisz-Sieradz
| Poz. | Klub                         | M  | Pkt. | Bramki | Uwagi                                                          |
| ---- | ---------------------------- | -- | ---- | ------ | -------------------------------------------------------------- |
| 1    | KKS Kalisz                   | 34 | 86   | 76-6   |                                                                |
| 2    | Włókniarz Pabianice          | 34 | 86   | 50-13  | przegrane baraże o III ligę z Orlenem II Płock, IV liga łódzka |
| 3    | Rolbud OSiR Pleszew          | 34 | 63   | 42-9   | IV liga wielkopolska gr. południowa                            |
| 4    | Stasiak Gomunice             | 34 | 55   | 47-16  | IV liga łódzka                                                 |
| 5    | Polonia Kępno                | 34 | 54   | 34-18  | IV liga wielkopolska gr. południowa                            |
| 6    | Bzura Ozorków                | 34 | 55   | 47-20  | IV liga łódzka                                                 |
| 7    | Warta Działoszyn             | 34 | 48   | 55-18  | IV liga łódzka                                                 |
| 8    | Pogoń Zduńska Wola           | 34 | 48   | 35-24  | IV liga łódzka                                                 |
| 9    | WOY Bukowiec Opoczyński      | 34 | 47   | 29-24  | IV liga łódzka                                                 |
| 10   | Start Brzeziny               | 34 | 47   | 21-16  | IV liga łódzka                                                 |
| 11   | Widzew II Łódź               | 34 | 46   | 48-22  | IV liga łódzka                                                 |
| 12   | Warta Sieradz                | 34 | 46   | 22-18  | IV liga łódzka                                                 |
| 13   | MKP Zgierz                   | 34 | 43   | 22-24  | IV liga łódzka                                                 |
| 14   | Ostrovia Ostrów Wielkopolski | 34 | 38   | 15-25  | IV liga wielkopolska gr. południowa                            |
| 15   | Ner Poddębice                | 34 | 38   | 37-31  |                                                                |
| 16   | LKS Gołuchów                 | 34 | 34   | 32-37  | IV liga wielkopolska gr. południowa                            |
| 17   | Piast Błaszki                | 34 | 28   | 26-40  |                                                                |
| 18   | Jagiellonia Tuszyn           | 34 | 7    | 9-61   |                                                                |

- źródło:
- Rolbud Taczanów połączył się ze Stalą OSiR Pleszew; w wyniku fuzji powstał Rolbud OSiR Pleszew
- Pogoń Syców wycofał się przed rozpoczęciem rozgrywek; jego miejsce zajęła Warta Sieradz
- Włókniarz Pabianice przegrał mecze barażowe o awans

Grupa Włocławek-Płock-Konin-Skierniewice
| Poz. | Klub                     | M  | Pkt. | Bramki | Uwagi                       |
| ---- | ------------------------ | -- | ---- | ------ | --------------------------- |
| 1    | Jagiellonka Nieszawa     | 34 | 83   | 66-14  | IV liga kujawsko-pomorska   |
| 2    | Petro II Płock           | 34 | 71   | 51-14  |                             |
| 3    | Huragan Bobrowniki       | 34 | 66   | 40-5   | IV liga łódzka              |
| 4    | Kasztelan Sierpc         | 34 | 58   | 39-22  | IV liga mazowiecka gr. II   |
| 5    | Lech Rypin               | 34 | 56   | 30-19  | IV liga kujawsko-pomorska   |
| 6    | SKP Słupca               | 34 | 55   | 37-19  | IV liga wielkopolska gr. II |
| 7    | Mazovia Rawa Mazowiecka  | 34 | 53   | 32-20  | IV liga łódzka              |
| 8    | MKS Kutno                | 34 | 50   | 29-23  | IV liga łódzka              |
| 9    | Sokół Kleczew            | 34 | 49   | 42-23  | IV liga wielkopolska gr. II |
| 10   | Górnik Kłodawa           | 34 | 47   | 30-19  | IV liga wielkopolska gr. II |
| 11   | Górnik Łęczyca           | 34 | 47   | 35-18  | IV liga łódzka              |
| 12   | Start Radziejów          | 34 | 46   | 41-23  | IV liga kujawsko-pomorska   |
| 13   | Zdrój Ciechocinek        | 34 | 46   | 31-27  | IV liga kujawsko-pomorska   |
| 14   | Ziemowit Osięciny        | 34 | 40   | 31-21  | IV liga kujawsko-pomorska   |
| 15   | Olimpia Koło             | 34 | 32   | 27-25  | IV liga wielkopolska gr. II |
| 16   | Błękitni Gąbin           | 34 | 31   | 29-24  | IV liga mazowiecka gr. II   |
| 17   | Orkan Sochaczew          | 34 | 31   | 31-33  | IV liga mazowiecka gr. I    |
| 18   | Łokietek Brześć Kujawski | 34 | 3    | 11-49  |                             |

- Źródło:
- Petro II Płock wygrało baraże o awans do III ligi
- Jagiellonia Nieszawa zrezygnowała z awansu do III ligi
- Kujawiak/Zdrój Ciechocinek zmienił nazwę na Zdrój Ciechocinek
- Petrochemia II Płock zmieniła nazwę na Petro II Płock
- Orkan Sochaczew wygrał baraże o IV ligę

## Makroregion Śląski
Grupa Katowice-Bielsko-Częstochowa
| Poz. | Klub                        | M  | Pkt. | Bramki | Uwagi                                                |
| ---- | --------------------------- | -- | ---- | ------ | ---------------------------------------------------- |
| 1    | BBTS Bielsko-Biała          | 34 | 90   | 90-17  |                                                      |
| 2    | Szczakowianka Jaworzno      | 34 | 79   | 89-29  | wygrane baraże o III ligę z Willich/Fortuną Głogówek |
| 3    | Walcownia Czechowice-Dzied. | 34 | 66   | 47-23  | IV liga śląska gr. II                                |
| 4    | Pasjonat Dankowice          | 34 | 59   | 60-35  | IV liga śląska gr. II                                |
| 5    | BKS Stal Bielsko-Biała      | 34 | 58   | 54-44  | IV liga śląska gr. II                                |
| 6    | Beskid Skoczów              | 34 | 56   | 72-49  | IV liga śląska gr. II                                |
| 7    | Victoria Jaworzno           | 34 | 53   | 51-36  | IV liga śląska gr. II                                |
| 8    | Odra II Wodzisław           | 34 | 49   | 50-44  | IV liga śląska gr. II                                |
| 9    | Peberow Krzanowice          | 34 | 47   | 44-41  | IV liga śląska gr. II                                |
| 10   | Janina Libiąż               | 34 | 45   | 41-47  | IV liga małopolska gr. I                             |
| 11   | Fablok Chrzanów             | 34 | 41   | 36-54  | IV liga małopolska gr. I                             |
| 12   | MKS Lędziny                 | 34 | 40   | 41-52  | IV liga śląska gr. II                                |
| 13   | Unia Bieruń Stary           | 34 | 36   | 41-52  | IV liga śląska gr. II                                |
| 14   | Rymer Niedobczyce           | 34 | 33   | 42-66  | IV liga śląska gr. II                                |
| 15   | AKS Górnik Niwka Sosnowiec  | 34 | 33   | 30-61  | IV liga śląska gr. I                                 |
| 16   | Górnik Siersza              | 34 | 27   | 23-79  | IV liga małopolska gr. I                             |
| 17   | Góral Żywiec                | 34 | 25   | 23-60  | IV liga śląska gr. II                                |
| 18   | Garbarz Zembrzyce           | 34 | 23   | 26-71  | IV liga małopolska gr. I                             |

Grupa Częstochowa-Opole-Katowice
| Poz. | Klub                     | M  | Pkt.  | Bramki | Uwagi                                                                  |
| ---- | ------------------------ | -- | ----- | ------ | ---------------------------------------------------------------------- |
| 1    | Concordia Knurów         | 34 | 94-29 | 79     |                                                                        |
| 2    | Willich/Fortuna Głogówek | 34 | 69-31 | 71     | przegrane baraże o III ligę ze Szczakowianką Jaworzno, IV liga opolska |
| 3    | Carbo Gliwice            | 34 | 87-40 | 68     | IV liga śląska gr. I                                                   |
| 4    | Górnik II Zabrze         | 34 | 50-25 | 66     | IV liga śląska gr. I                                                   |
| 5    | Walka Makoszowy          | 34 | 65-28 | 65     | IV liga śląska gr. I                                                   |
| 6    | Sparta Zabrze            | 34 | 54-42 | 55     | IV liga śląska gr. I                                                   |
| 7    | Śląsk Łubniany           | 34 | 62-56 | 52     | IV liga opolska                                                        |
| 8    | Górnik Czerwionka        | 34 | 55-59 | 48     | IV liga śląska gr. II                                                  |
| 9    | Szombierki Bytom         | 34 | 62-50 | 47     | IV liga śląska gr. I                                                   |
| 10   | Olimpia Piekary Śląskie  | 34 | 59-46 | 46     | IV liga śląska gr. I                                                   |
| 11   | GKS II Katowice          | 34 | 39-43 | 43     | IV liga śląska gr. II                                                  |
| 12   | Lotnik Kościelec         | 34 | 42-62 | 38     | IV liga śląska gr. I                                                   |
| 13   | Małapanew Ozimek         | 34 | 35-64 | 37     | IV liga opolska                                                        |
| 14   | Skalnik Tarnów Opolski   | 34 | 42-84 | 31     | IV liga opolska                                                        |
| 15   | Wawel Wirek              | 34 | 30-58 | 29     | IV liga śląska gr. II                                                  |
| 16   | Ruch II Radzionków       | 34 | 34-61 | 29     | IV liga śląska gr. I                                                   |
| 17   | Górnik Brzeszcze         | 34 | 40-87 | 21     | IV liga małopolska gr. I                                               |
| 18   | Raków II Częstochowa     | 34 | 30-84 | 20     |                                                                        |

## Makroregion Warszawsko-Mazurski
Grupa I (Białystok-Ciechanów-Łomża-Ostrołęka-Olsztyn-Suwałki-Warszawa)
| Poz. | Klub                     | M  | Pkt. | Bramki | Uwagi                      |
| ---- | ------------------------ | -- | ---- | ------ | -------------------------- |
| 1    | Znicz Pruszków           | 32 | 84   | 119-25 |                            |
| 2    | Jagiellonia Białystok    | 32 | 81   | 124-11 |                            |
| 3    | Legionovia Legionowo     | 32 | 76   | 89-17  | IV liga mazowiecka         |
| 4    | ŁKS Łomża                | 32 | 66   | 66-32  | IV liga podlaska           |
| 5    | Mrągovia Mrągowo         | 32 | 60   | 52-33  | IV liga warmińsko-mazurska |
| 6    | Olimpia Warszawa         | 32 | 53   | 66-39  | IV liga mazowiecka         |
| 7    | Wkra Żuromin             | 32 | 48   | 49-59  | IV liga mazowiecka         |
| 8    | Cresovia Siemiatycze     | 32 | 47   | 53-44  | IV liga podlaska           |
| 9    | Piast Piastów            | 32 | 40   | 51-61  | IV liga mazowiecka         |
| 10   | AZS-AWF Warszawa         | 32 | 38   | 57-68  | IV liga mazowiecka         |
| 11   | Ursus Warszawa           | 32 | 31   | 36-72  | IV liga mazowiecka         |
| 12   | Ruch Wysokie Mazowieckie | 32 | 30   | 24-78  | IV liga podlaska           |
| 13   | MKS Szczytno             | 32 | 30   | 39-62  | IV liga warmińsko-mazurska |
| 14   | MKS Ciechanów            | 32 | 28   | 36-73  | IV liga mazowiecka         |
| 15   | Huragan Wołomin          | 32 | 28   | 29-76  | IV liga mazowiecka         |
| 16   | Tęcza Biskupiec          | 32 | 25   | 38-94  | IV liga warmińsko-mazurska |
| 17   | MKS Przasnysz            | 32 | 12   | 17-101 | klasa okręgowa Ciechanów   |

- źródło:
- Bug Wyszków został wycofany po 17. kolejce, jego wyniki anulowano.
- Tęcza Biskupiec zajęła miejsce STP Adidas Suwałki
- Jagiellonia Białystok połączyła się przed sezonem z KP Wasilków

Grupa II – (Białystok-Ciechanów-Łomża-Ostrołęka-Olsztyn-Suwałki-Warszawa)
| Poz. | Klub                               | M  | Pkt. | Bramki | Uwagi                      |
| ---- | ---------------------------------- | -- | ---- | ------ | -------------------------- |
| 1    | Hutnik Warszawa                    | 34 | 84   | 81-30  |                            |
| 2    | Sparta Szepietowo                  | 34 | 64   | 56-35  | IV liga podlaska           |
| 3    | MKS Piaseczno                      | 34 | 61   | 65-43  | IV liga mazowiecka         |
| 4    | KS Łomianki                        | 34 | 61   | 62-33  | IV liga mazowiecka         |
| 5    | Mazur Karczew                      | 34 | 56   | 56-33  | IV liga mazowiecka         |
| 6    | Żbik Nasielsk                      | 34 | 53   | 59-42  | IV liga mazowiecka         |
| 7    | Hetman Białystok                   | 34 | 51   | 47-36  | IV liga podlaska           |
| 8    | Wicher Pogoń I Grodzisk Mazowiecki | 34 | 50   | 45-35  | IV liga mazowiecka         |
| 9    | Narew Ostrołęka                    | 34 | 44   | 53-60  | IV liga mazowiecka         |
| 10   | Sokół Sokółka                      | 34 | 43   | 49-45  | IV liga podlaska           |
| 11   | Warfama Dobre Miasto               | 34 | 41   | 40-36  | IV liga warmińsko-mazurska |
| 12   | Sparta Augustów                    | 34 | 41   | 43-53  | IV liga podlaska           |
| 13   | Tęcza Płońsk                       | 34 | 41   | 51-72  | IV liga mazowiecka         |
| 14   | Olimpia Zambrów                    | 34 | 37   | 34-65  | IV liga podlaska           |
| 15   | Stomil II Olsztyn                  | 34 | 35   | 35-36  | IV liga warmińsko-mazurska |
| 16   | Korona Góra Kalwaria               | 34 | 35   | 21-42  | IV liga mazowiecka         |
| 17   | Motor Lubawa                       | 34 | 35   | 40-54  | IV liga warmińsko-mazurska |
| 18   | Mamry Giżycko                      | 34 | 17   | 22-109 | IV liga warmińsko-mazurska |

- źródło:
- KP Wasilków połączył się przed sezonem z Jagiellonią Białystok
- Warmia/Stomil II Olsztyn rozdzieliły się przed sezonem na  Stomil II Olsztyn  i Warmię Olsztyn
- Wicher Kobyłka połączył się przed sezonem z Pogonią Grodzisk Mazowiecki w Wicher Pogoń I Grodzisk Mazowiecki

### Baraże
- baraż o III ligę: Jagiellonia Białystok – Sparta Szepietowo
- baraże o IV ligę:
  - Grom Sobieski Okunin – Skra Drobin 1:0, 3:0
  - Orkan Sochaczew – Żyrardowianka Żyrardów 2:0, 5:2
  - Mazovia Mińsk Mazowiecki – Kosovia Kosów Lacki 1:0, 1:2
  - MKS Przasnysz – Makowianka Maków Mazowiecki 1:2, 1:2
  - GKS Strzegowo – Powiślanka Lipsko    3:1, 2:4
  - Rominta Gołdap – Mamry Giżycko 0:0/0:2

## Makroregion Małopolski
Grupa Kraków-Nowy Sącz-Tarnów
| Poz. | Klub                     | M  | Pkt.  | Bramki | Uwagi                                                                 |
| ---- | ------------------------ | -- | ----- | ------ | --------------------------------------------------------------------- |
| 1    | KS Niedźwiedź            | 34 | 86-33 | 81     |                                                                       |
| 2    | Świt Krzeszowice         | 34 | 86-28 | 77     | przegrane baraże o III ligę z Ładą Biłgoraj, IV liga małopolska gr. I |
| 3    | MZKS Alwernia            | 34 | 67-31 | 60     | IV liga małopolska gr. I                                              |
| 4    | BKS Bochnia              | 34 | 63-45 | 58     | IV liga małopolska gr. II                                             |
| 5    | Wisła II Kraków          | 34 | 57-45 | 57     | IV liga małopolska gr. I                                              |
| 6    | Okocimski KS Brzesko     | 34 | 62-38 | 56     | IV liga małopolska gr. II                                             |
| 7    | Garbarnia Kraków         | 34 | 54-34 | 55     | IV liga małopolska gr. I                                              |
| 8    | Karpaty Siepraw          | 34 | 55-43 | 52     | IV liga małopolska gr. I                                              |
| 9    | Victoria Witowice Dolne  | 34 | 51-51 | 47     | IV liga małopolska gr. II                                             |
| 10   | Wolania Wola Rzędzińska  | 34 | 49-52 | 44     | IV liga małopolska gr. II                                             |
| 11   | Tarnovia                 | 34 | 46-53 | 42     | IV liga małopolska gr. II                                             |
| 12   | Wieczysta Kraków         | 34 | 45-54 | 42     | IV liga małopolska gr. I                                              |
| 13   | Glinik Gorlice           | 34 | 43-70 | 35     | IV liga małopolska gr. II                                             |
| 14   | Kabel Kraków             | 34 | 44-69 | 35     | IV liga małopolska gr. I                                              |
| 15   | Tamel Tarnów             | 34 | 40-81 | 33     | IV liga małopolska gr. II                                             |
| 16   | KS Tymbark               | 34 | 47-83 | 32     | IV liga małopolska gr. II                                             |
| 17   | Grybovia Grybów          | 34 | 32-68 | 29     | IV liga małopolska gr. II                                             |
| 18   | Multivita Krynica/Tylicz | 34 | 18-73 | 24     | wycofany w kwietniu 2000r.                                            |

Grupa Rzeszów-Krosno-Przemyśl
| Poz. | Klub                        | M  | Pkt. | Bramki | Uwagi                                  |
| ---- | --------------------------- | -- | ---- | ------ | -------------------------------------- |
| 1    | Resovia                     | 36 | 78   | 75-23  |                                        |
| 2    | Strug Tyczyn                | 36 | 73   | 73-39  | IV liga podkarpacka                    |
| 3    | Kolbuszowianka Kolbuszowa   | 36 | 67   | 67-37  | IV liga podkarpacka                    |
| 4    | Rzemieślnik Pilzno          | 36 | 66   | 50-37  | IV liga podkarpacka                    |
| 5    | Unia Nowa Sarzyna           | 36 | 65   | 62-36  | IV liga podkarpacka                    |
| 6    | JKS 1909 Jarosław           | 36 | 59   | 62-42  | IV liga podkarpacka                    |
| 7    | Izolator Boguchwała         | 36 | 57   | 70-55  | IV liga podkarpacka                    |
| 8    | Kamax Kańczuga              | 36 | 56   | 60-46  | IV liga podkarpacka                    |
| 9    | Rafineria Jasło             | 36 | 56   | 50-49  | IV liga podkarpacka                    |
| 10   | Błękitni Ropczyce           | 36 | 54   | 62-47  | IV liga podkarpacka                    |
| 11   | TG Sokół Sokołów Małopolski | 36 | 49   | 53-52  | IV liga podkarpacka                    |
| 12   | Stal Mielec                 | 36 | 48   | 53-63  | IV liga podkarpacka                    |
| 13   | Syrenka/Czarni Roźwienica   | 36 | 43   | 41-59  | IV liga podkarpacka                    |
| 14   | Dynovia Dynów               | 36 | 39   | 50-66  | IV liga podkarpacka                    |
| 15   | Orzeł Przeworsk             | 36 | 34   | 48-61  | podkarpacka klasa okręgowa gr. Krosno  |
| 16   | Karpaty Krosno              | 36 | 32   | 26-67  | podkarpacka klasa okręgowa gr. Krosno  |
| 17   | Czuwaj Przemyśl             | 36 | 30   | 35-81  | podkarpacka klasa okręgowa gr. Krosno  |
| 18   | Piast Nowa Wieś             | 36 | 29   | 39-77  | podkarpacka klasa okręgowa gr. Rzeszów |
| 19   | Brzozovia Brzozów           | 36 | 27   | 30-69  | podkarpacka klasa okręgowa gr. Krosno  |

- źródło:  oraz prasa regionalna.
- Strug Tyczyn przegrał swoje mecze barażowe i pozostał w IV lidze.

## Makroregion Dolnośląski
Grupa Wrocław-Jelenia Góra-Wałbrzych
| Poz. | Klub                      | M  | Pkt.  | Bramki | Uwagi                                                                        |
| ---- | ------------------------- | -- | ----- | ------ | ---------------------------------------------------------------------------- |
| 1    | Siechnice/Inkopax Wrocław | 36 | 94-27 | 88     |                                                                              |
| 2    | Wedan Żórawina            | 36 | 86-39 | 75     | przegrane baraże o III ligę z Górnikiem Jatrzębie, IV liga dolnośląska gr. I |
| 3    | Bielawianka Bielawa       | 36 | 81-35 | 73     | IV liga dolnośląska gr. I                                                    |
| 4    | Orzeł Ząbkowice Śląskie   | 36 | 60-37 | 65     | IV liga dolnośląska gr. I                                                    |
| 5    | MKS Anna Oława            | 36 | 70-45 | 63     | IV liga dolnośląska gr. I                                                    |
| 6    | Lechia Dzierżoniów        | 36 | 48-34 | 53     | IV liga dolnośląska gr. I                                                    |
| 7    | Nysa Zgorzelec            | 36 | 46-49 | 52     | IV liga dolnośląska gr. II                                                   |
| 8    | Polonia Bystrzyca Kłodzka | 36 | 59-58 | 50     | IV liga dolnośląska gr. I                                                    |
| 9    | Sparta Ziębice            | 36 | 52-61 | 49     | IV liga dolnośląska gr. I                                                    |
| 10   | Śląsk II Wrocław          | 36 | 63-58 | 48     | IV liga dolnośląska gr. I                                                    |
| 11   | Polonia Środa Śląska      | 36 | 50-73 | 48     | IV liga dolnośląska gr. I                                                    |
| 12   | Nysa Kłodzko              | 36 | 41-60 | 43     | IV liga dolnośląska gr. I                                                    |
| 13   | Kryształ Stronie Śląskie  | 36 | 39-57 | 43     | IV liga dolnośląska gr. I                                                    |
| 14   | Ślęza Wrocław             | 36 | 35-50 | 40     | IV liga dolnośląska gr. I                                                    |
| 15   | Polonia Świdnica          | 36 | 41-64 | 40     | IV liga dolnośląska gr. II                                                   |
| 16   | Olimpia Kamienna Góra     | 36 | 49-71 | 40     | IV liga dolnośląska gr. II                                                   |
| 17   | KP Brzeg Dolny            | 36 | 37-59 | 30     |                                                                              |
| 18   | Polonia Trzebnica         | 36 | 42-88 | 29     |                                                                              |
| 19   | Piast Nowa Ruda           | 36 | 46-74 | 28     |                                                                              |
| 20   | Granica Bogatynia         |    |       |        | wycofana                                                                     |

Grupa Legnica-Leszno-Zielona Góra
| Lp | Klub                               | Mecze | Punkty | Bramki | Uwagi                                                                                        |
| -- | ---------------------------------- | ----- | ------ | ------ | -------------------------------------------------------------------------------------------- |
| 1  | Czarni Żagań                       | 38    | 94     | 101-23 | Awans do III ligi                                                                            |
| 2  | Zagłębie II Lubin                  | 38    | 86     | 119-35 | Przegrane baraże o awans do III ligi z Lubuszaninem Drezdenko (1:0, 0:4) IV liga dolnośląska |
| 3  | Arka Nowa Sól                      | 38    | 80     | 104-41 | IV liga lubuska                                                                              |
| 4  | Kuźnia Jawor                       | 38    | 70     | 81-60  | IV liga dolnośląska gr. II                                                                   |
| 5  | Iskra Kochlice                     | 38    | 64     | 89-49  | IV liga dolnośląska gr. II                                                                   |
| 6  | Piast Corrado Czerwieńsk           | 38    | 63     | 70-60  | IV liga lubuska                                                                              |
| 7  | Piast Iłowa                        | 38    | 61     | 61-64  | IV liga lubuska                                                                              |
| 8  | (CWLKS) Carina Gubin               | 38    | 60     | 57-49  | IV liga lubuska                                                                              |
| 9  | Konfeks Legnica                    | 38    | 58     | 83-85  | IV liga dolnośląska gr. II                                                                   |
| 10 | Lech Sulechów                      | 38    | 55     | 66-50  | IV liga lubuska                                                                              |
| 11 | Prochowiczanka Prochowice          | 38    | 55     | 80-74  | IV liga dolnośląska gr. II                                                                   |
| 12 | Chojnowianka Chojnów               | 38    | 53     | 55-61  | IV liga dolnośląska gr. II                                                                   |
| 13 | Polonia Leszno                     | 38    | 51     | 75-83  | IV liga wielkopolska gr. II                                                                  |
| 14 | (Polmo) Korona Kożuchów            | 38    | 45     | 52-69  | IV liga lubuska                                                                              |
| 15 | Piast Kobylin                      | 38    | 42     | 67-82  | IV liga wielkopolska gr. II                                                                  |
| 16 | Błękitni Fadom Nowogród Bobrzański | 38    | 39     | 43-85  | IV liga lubuska                                                                              |
| 17 | Ravia Rawicz                       | 38    | 35     | 41-76  | IV liga wielkopolska gr. II                                                                  |
| 18 | Sparta Miejska Górka               | 38    | 25     | 47-116 | IV liga wielkopolska gr. II                                                                  |
| 19 | Sparta Przedmoście                 | 38    | 25     | 50-122 |                                                                                              |
| 20 | ŁKS Łęknica                        | 38    | 23     | 37-106 | Przegrane baraże o miejsce w IV lidze lubuskiej                                              |

## Makroregion Północno-zachodni
Grupa Szczecin-Koszalin
| Poz. | Klub                      | M  | Pkt.   | Bramki | Uwagi                     |
| ---- | ------------------------- | -- | ------ | ------ | ------------------------- |
| 1    | Błękitni Stargard Szcz.   | 34 | 144-23 | 93     |                           |
| 2    | Gryf Kamień Pomorski      | 34 | 85-29  | 79     | IV liga zachodniopomorska |
| 3    | Gwardia Koszalin          | 34 | 96-45  | 68     | IV liga zachodniopomorska |
| 4    | Pogoń II Szczecin         | 34 | 91-48  | 63     | IV liga zachodniopomorska |
| 5    | Fala Orkania Międzyzdroje | 34 | 71-45  | 60     | IV liga zachodniopomorska |
| 6    | Pogoń Barlinek            | 34 | 64-67  | 50     | IV liga zachodniopomorska |
| 7    | Światowid Łobez           | 34 | 59-55  | 49     | IV liga zachodniopomorska |
| 8    | Orzeł Biały Wałcz         | 34 | 56-59  | 48     | IV liga zachodniopomorska |
| 9    | Hutnik Szczecin           | 34 | 48-47  | 46     | IV liga zachodniopomorska |
| 10   | Energetyk Gryfino         | 34 | 53-44  | 46     | IV liga zachodniopomorska |
| 11   | Wielim Szczecinek         | 34 | 66-66  | 45     | IV liga zachodniopomorska |
| 12   | Arkonia Szczecin          | 34 | 40-60  | 39     | IV liga zachodniopomorska |
| 13   | Lech Czaplinek            | 34 | 61-73  | 38     | IV liga zachodniopomorska |
| 14   | Dąb Dębno                 | 34 | 40-69  | 37     | IV liga zachodniopomorska |
| 15   | Drawa Drawsko Pomorskie   | 34 | 49-86  | 32     | IV liga zachodniopomorska |
| 16   | Gryf Polanów              | 34 | 41-87  | 32     | IV liga zachodniopomorska |
| 17   | Remor Recz                | 34 | 44-112 | 30     | IV liga zachodniopomorska |
| 18   | Pogoń Połczyn-Zdrój       | 34 | 21-114 | 16     |                           |

Grupa Gorzów-Poznań-Piła
| Poz. | Klub                        | M  | Pkt.   | Bramki | Uwagi                       |
| ---- | --------------------------- | -- | ------ | ------ | --------------------------- |
| 1    | Huragan Pobiedziska         | 34 | 91-18  | 90     |                             |
| 2    | Polonia Środa Wielkopolska  | 34 | 71-22  | 75     | IV liga wielkopolska gr. I  |
| 3    | Sparta Oborniki Wlkp.       | 34 | 70-44  | 70     | IV liga wielkopolska gr. I  |
| 4    | Lech II Poznań              | 34 | 81-40  | 63     | IV liga wielkopolska gr. I  |
| 5    | Olimpia Poznań              | 34 | 63-42  | 60     | IV liga wielkopolska gr. I  |
| 6    | Pogoń Lwówek                | 34 | 53-47  | 59     | IV liga wielkopolska gr. I  |
| 7    | Warta Śrem                  | 34 | 73-54  | 56     | IV liga wielkopolska gr. I  |
| 8    | Victoria Września           | 34 | 53-47  | 51     | IV liga wielkopolska gr. II |
| 9    | Luboński KS                 | 34 | 49-63  | 48     | IV liga wielkopolska gr. I  |
| 10   | Noteć Rosko                 | 34 | 52-62  | 44     | IV liga wielkopolska gr. I  |
| 11   | 1920 Mosina                 | 34 | 46-50  | 40     | IV liga wielkopolska gr. I  |
| 12   | Orzeł/Sparta Międzyrzecz    | 34 | 43-56  | 39     | IV liga lubuska             |
| 13   | Czarni Witnica              | 34 | 42-56  | 39     | IV liga lubuska             |
| 14   | Patria Buk                  | 34 | 48-69  | 35     | IV liga wielkopolska gr. I  |
| 15   | Celuloza Kostrzyn           | 34 | 34-48  | 32     | IV liga lubuska             |
| 16   | Polonia Jastrowie           | 34 | 41-80  | 25     | IV liga wielkopolska gr. I  |
| 17   | Unia Swarzędz               | 34 | 54-100 | 19     | IV liga wielkopolska gr. I  |
| 18   | Łucznik Strzelce Krajeńskie | 34 | 19-85  | 16     | IV liga lubuska             |